# Norops guafe
Norops guafe är en ödleart som beskrevs av  Estrada och GARRIDO 1991. Norops guafe ingår i släktet Norops och familjen Polychrotidae. IUCN kategoriserar arten globalt som starkt hotad. Inga underarter finns listade i Catalogue of Life.